# Бранко Арсенијевић
Бранко Брана Арсенијевић (Париз, 19. јул 1919 — ?) је био учесник Шпанског грађанског рата из Војводине.

## Биографија
Отац му је био адвокат у Новом Бечеју и припадник Југословенског народног покрета Збор Димитрија Љотића. Арсенијевић је имао другачије политичке ставове, и већ се у гимназији прикључио Савезу комунистичке омладине Југославије (СКОЈ). Као функционер СКОЈ-а обилазио организације у Новом Саду, Петровграду, Панчеву, Суботици, Јагодини и Лесковцу. Године 1937. одлази на студије у Париз. Исте године у децембру примљен је у Комунистичку партију Југославије. У Шпанију је дошао из Француске 21. марта 1938, и распоређен је у батаљон Дивизионарио, 45 дивизија. Био је руководилац партијске групе са чином наредника. Након евакуације Шпанске републиканске армије 1939. у Француску био у логору Сан Сиприен.